# Tavola Strozzi
La Tavola Strozzi est le nom d'une œuvre picturale représentant la première vue de Naples qui nous est parvenue.
Conservée au Musée San Martino de Naples, elle est peinte à tempera sur un panneau de bois de 82 sur 245 cm, d'un auteur inconnu, peut-être Francesco Rosselli, et datée de 1472.  

## Historique
Le tableau est  découvert, en 1901, au Palazzo Strozzi de  Florence par Corrado Ricci (it). Benedetto Croce en 1904, l'interprète (d'après une reproduction photographique) comme une représentation du  Trionfo navale per Lorenzo de' Medici (Triomphe naval pour Laurent de Médicis), lors de sa venue à Naples en 1479 pour la conclusion d'un traité de paix avec Ferrante d'Aragon, grâce aussi à la médiation de Philippe Strozzi l'Ancien.
En 1910, Vittorio Spinazzo  fournit une autre interprétation historiquement plus fiable, acceptée par la majorité des chercheurs. Il s'agirait du retour triomphal de la flotte aragonaise du roi Ferrante d'Aragon,  le 7 juillet 1465, après la victoire remportée à Ischia contre Jean d'Anjou.
Le panneau, qui était à l'origine la tête d'un lit (spalliera di letto) dessinée par Benedetto da Maiano, a été daté de 1472-1473. Il est arrivé à Naples, en 1473, ensemble à d'autres dons de  Filippo Strozzi au roi  Ferrante d'Aragon. Son attribution est incertaine : les noms les plus cités sont ceux de Francesco Rosselli, déjà auteur de la Veduta di Firenze dite de la Catena, ainsi que ceux de Francesco Pagano et de Colantonio. D'autres l'attribuent, d'une manière générale, à l'école napolitaine de l'époque.
Selon certains chercheurs, la forme (en L) de la digue du port, au centre de la peinture, serait la signature de Léonard de Vinci.

## Vue d'ensemble
La ville de Naples est représentée minutieusement depuis la mer avec au premier plan la jetée, puis les châteaux de (Castel Nuovo et Château du Carmine, les murailles crénelées flanquées de tours défensives et les édifices civils et religieux de la ville jusqu'aux collines sur une desquelles s'élève la Chartreuse San Martino. Encore, au premier plan, parade jusqu'au port un long cortège de bateaux qui hissent leurs enseignes victorieuses.
L'œuvre de bonne qualité picturale sans être excellente, est un précieux témoignage historique, qui illustre l'aspect de la ville, pendant la période aragonaise, dominé par la prépondérance de structures militaires.

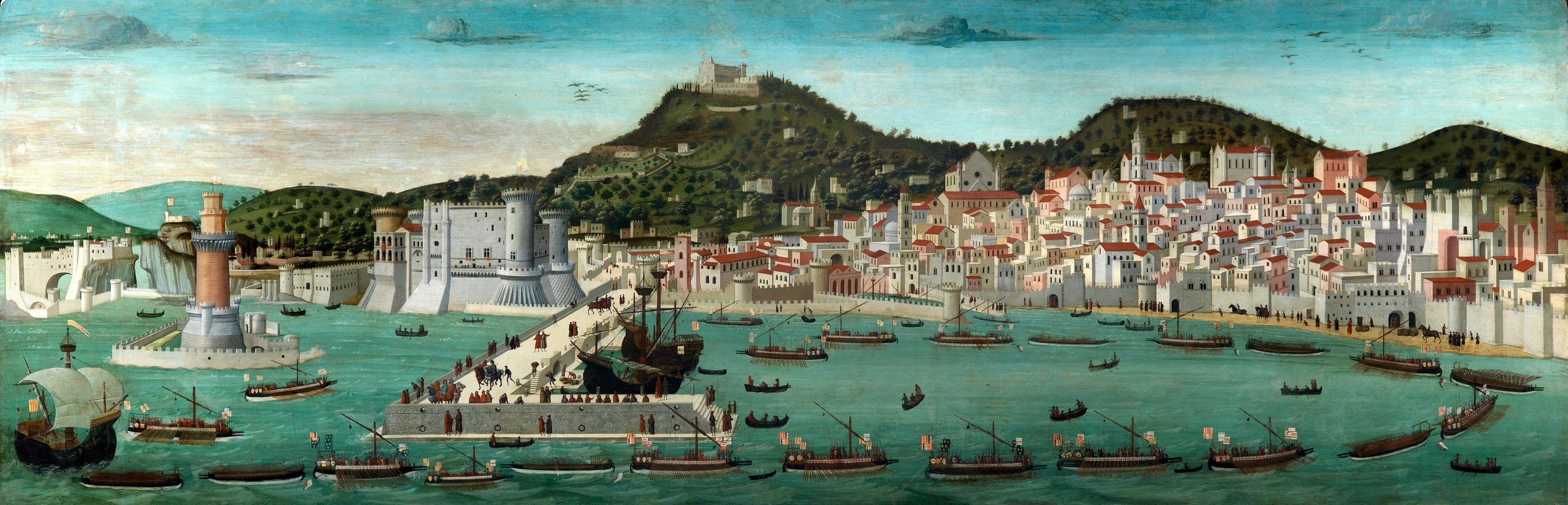
La Tavola Strozzi

## Source de la traduction
- (it) Cet article est partiellement ou en totalité issu de l’article de Wikipédia en italien intitulé « Tavola Strozzi » (voir la liste des auteurs).